# Alessandro Monaco
Pour les articles homonymes, voir Monaco.
Alessandro Monaco, né le 4 février 1998 à San Pietro Vernotico, est un coureur cycliste italien.

## Biographie
Alessandro Monaco est né en février 1998 à San Pietro Vernotico, une localité située dans la région des Pouilles. Il est formé dans un club de Grottaglie. Durant sa carrière amateur, il a suivi des études de droit à l'Université d'Urbino. Il n'a toutefois pas délaissé la compétition,. 
En 2015, il se classe notamment quinzième de la Course de la Paix juniors. L'année suivante, il remporte une étape puis la victoire finale sur les Tre Giorni Orobica. Il décroche aussi plusieurs places d'honneur sur des compétitions internationales. Après ces performances, il intègre l'équipe Hopplà-Petroli Firenze en 2017 pour ses débuts espoirs. Bon grimpeur, il se classe troisième d'une étape du Tour de la Vallée d'Aoste. 
Lors de la saison 2018, il se distingue en terminant sixième de Toscane-Terre de cyclisme et huitième du Tour de la Vallée d'Aoste. Il participe également au Tour de l'Avenir et au championnat du monde espoirs, sous les couleurs de l'Italie. En 2019, il finit huitième du Gran Premio Palio del Recioto et du Grand Prix Priessnitz spa, dixième du Grand Prix de Poggiana et du Gran Premio Capodarco, ou encore onzième du Tour d'Italie espoirs. 
Il passe finalement professionnel en 2020 au sein de la formation Bardiani CSF. Sa première saison est cependant impactée par la pandémie de Covid-19, qui interrompt une bonne partie du calendrier. Il ne dispute que onze courses, sans obtenir le moindre résultat notable. L'année suivante, il parvient à terminer troisième d'une étape du Tour du Táchira et sixième de l'Adriatica Ionica Race. Il n'est toutefois pas conservé par les dirigeants de Bardiani. Alessandro Monaco est néanmoins incorporé dans l'effectif de l'équipe continentale Giotti Victoria-Savini Due en 2022. Au mois de juillet, il subit une opération à l'artère iliaque.
En 2023, il rejoint la Team Technipes #inEmiliaRomagna, qui évolue elle aussi au niveau continental. Libéré de ses problèmes physiques, il retrouves de bonnes sensations. Il gagne ainsi la course Florence-Viareggio (niveau national) ainsi qu'une étape de l'Aziz Shusha. La même année, il se classe septième de l'Istrian Spring Trophy, treizième de Per Sempre Alfredo ou encore dix-neuvième du Tour des Apennins. Grâce à ses nouveaux résultats, il est promu dans l'UCI ProTeam Corratec-Vini Fantini en 2024.

## Palmarès et résultats

### Palmarès par année
- 2016
  - Tre Giorni Orobica :
    - Classement général
    - 3e étape

  - 3e du Trophée de la ville de Loano
- 2018
  - 2e de Cirié-Pian della Mussa
  - 3e de Bassano-Monte Grappa
- 2019
  - 2e de la Medaglia d'Oro Frare De Nardi
- 2023
  - 4e étape de l'Aziz Shusha
  - Florence-Viareggio

### Classements mondiaux
| Année                                 | 2018  | 2019  | 2020 | 2021  | 2022  | 2023  | 2024  |
| ------------------------------------- | ----- | ----- | ---- | ----- | ----- | ----- | ----- |
| Classement mondial                    | 2378e | 2059e | nc   | 1009e | 1556e | 1419e | 1332e |
| UCI Europe Tour                       | 1586e | 1345e | nc   | 748e  | 1042e | nc    | nc    |
|                                       |       |       |      |       |       |       |       |
| Légende : nc = non classéSource : UCI |       |       |      |       |       |       |       |